# بريندان رودجرز

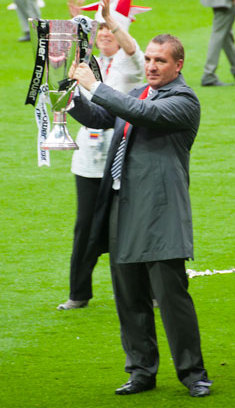
بريندان رودجرز المدرب السابق لنادي ليفربول.

بريندان رودجرز (بالإنجليزية: Brendan Rodgers)‏ (مواليد 26 يناير 1973) هو لاعب كرة قدم أيرلندي شمالي سابق والمدرب السابق لنادي ليفربول بعد ما تم إقالته بسبب عدم جلب آي بطولة للنادي . كان يجيد اللعب في خط الدفاع وبدأ مسيرته مع باليمينا يونايتد. متزوج حالياً ولديه ولدين. وهو مدرب نادي سيلتيك حالياً.

## وصلات خارجية
- بريندان رودجرز على موقع قاعدة بيانات كرة القدم.إي يو (الإنجليزية)
- بريندان رودجرز على موقع Soccerbase.com (مدرب) (الإنجليزية)
- بريندان رودجرز على موقع Soccerway.com (الإنجليزية)
- بريندان رودجرز على موقع كووورة
- نسخة محفوظة 6 فبراير 2013 على موقع واي باك مشين.